# Культура кардіальної кераміки
Культура кардіальної/кардіумної кераміки або Культура Імпресо — декоративний стиль епохи неоліту. 
Назва походить від звичаю віддруковувати на кераміці раковини молюска Cerastoderma edule, відомого як Cardium edule. 
Деякі археологи використовують альтернативну назву — «тиснена (кардіальна) кераміка» (англ. Printed-Cardium Pottery, Impressed Ware), оскільки серед відбитків зустрічається не тільки Cardium

У міру розвитку культури вона почала практикувати нові види відбитків, проте зберігався загальний стиль кераміки — необроблена, незабарвлена, єдиною окрасою служили відбитки раковин.
Культура була поширена від узбережжя Адріатичного моря до атлантичного узбережжя Португалії 

та Марокко 

## Походження

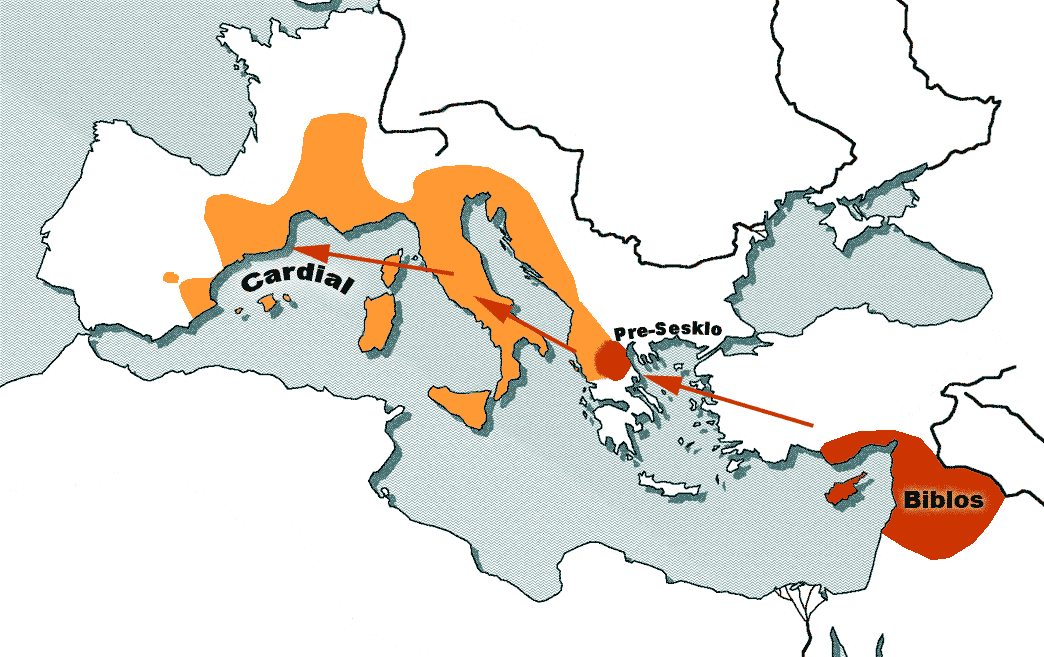
Застаріла гіпотеза про поширення кардіальної кераміки з Близького Сходу до Європи (у Біблосі виявлено найраніші зразки штампованої кераміки).
Згідно з іншою гіпотезою, знахідки у Сескло відносилися до крайньої східної межі поширення імпресо.

На початок ХХІ сторіччя походження культури імпресо є предметом дискусій. 
Найдавніші зразки кераміки з відбитком раковин кардіуму знайдено в Біблосі (Ліван) і датуються IX тис. до Р. Х. 
Між цими пам'ятниками та кардіальною керамікою на заході Греції (пре-Сескло у Фессалії) — хронологічний розрив у 2,5 тис. років.
Перші відомі пам'ятники власне культури імпресо знайдені на східному узбережжі Адріатики і відносяться до перших століть 6 тис. до Р. Х. 
Представники цієї культури проживали тоді в печерах та з усіх технологій неоліту були знайомі лише з керамікою. 
Це характерно для людей субнеоліту: мисливці-збирачі контактували з сільськогосподарськими культурами, але не відмовлялися від свого способу життя.
Далі кардіальна кераміка поширюється вздовж узбережжя Італії, причому західному і східному узбережжі існували її різні варіанти.
Український археолог Д. Л. Гаскевич вважає, що хронологічний розрив між керамікою Біблоса та пізнішими пам'ятниками Адріатики можна пояснити тим, що області міграції кардіалів у VIII—VII тис. до Р. Х. були затоплені підвищенням рівня моря (див. Теорія Чорноморського потопу). 
Він розглядає як одне з відгалужень кардіальної кераміки самчинську кераміку VII-VI тис. до Р. Х., знайдену у північному Причорномор'ї і далі вглиб узбережжя .

## Основні групи
- Імпреса (імпресо) — (починаючи з 6200 — 6000 до Р.Х.) більшість Італії, Адріатика, Сицилія
- Класична кардіальна кераміка — (починаючи з 5900 — 5400 до Р.Х.) крайній північний захід Італії (Лігурія), Сардинія, Корсика, більшість узбережжя Іспанії/Португалії, Марокко, Аквітанія
- Епікардіальна кераміка  - (починаючи з 5200 до Р.Х.) внутрішня частина Іспанії (у тому числі північне узбережжя), південь Франції (крім Аквітанії та прибережних територій)
- Традиція Ла-Огетт[de] — група на північній периферії епікардіальної кераміки у центральній Франції, що зазнала сильного впливу західної культури лінійно-стрічкової кераміки.

Вважається, що імпресо пов'язане з поширенням нового типу населення, яке витіснило аборигенів, тоді як інші групи пов'язані з акультурацією мезолітичних аборигенів та засвоєнням ними нових культурних традицій.

## Характеристика

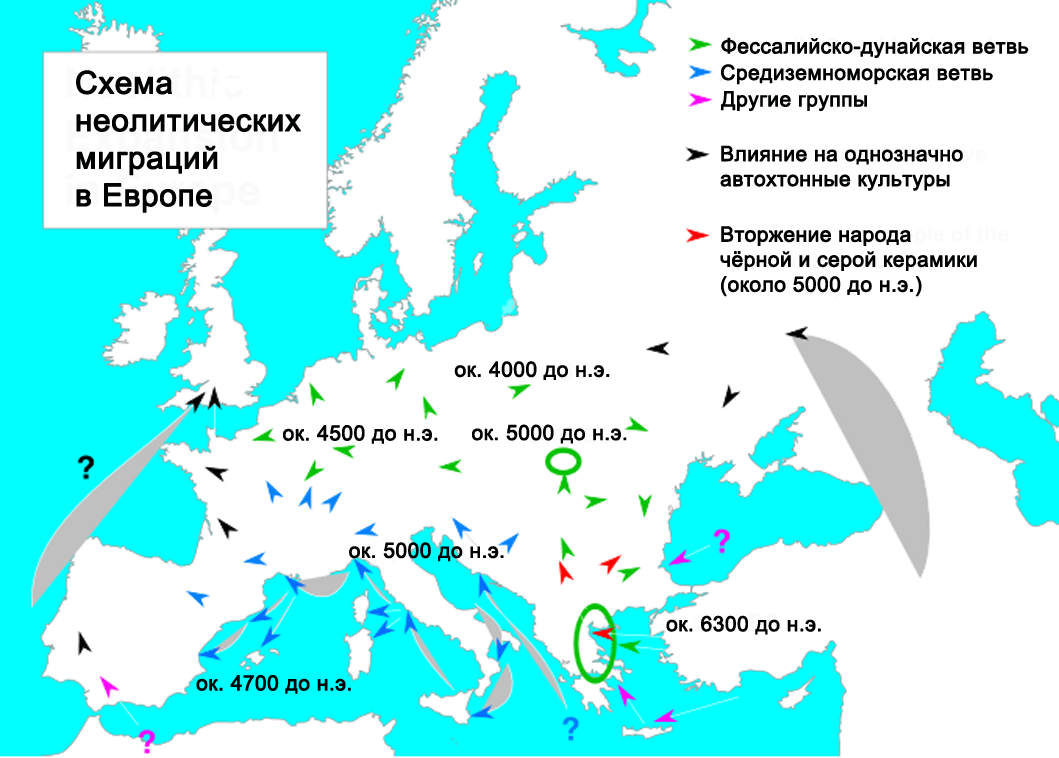
Експансія культури кардіальної кераміки (синій колір) та балканських неолітичних культур (зелений колір) у VII—V тис. до Р. Х.

Лише через багато років після появи кардіальної кераміки жителі Адріатики сприйняли неолітичний спосіб життя в повному обсязі: стали будувати села, вирощувати злаки, розводити кіз, овець і корів. 
Так, у другій половині VI тисячоліття до Р. Х. настає другий етап розвитку культури імпресо. 
У цю епоху кардіальний малюнок на кераміці вироджується, виникають прикраси у вигляді вихрових візерунків.
Найпомітнішою характеристикою даної культури є їх розвинені навички навігації, що доводять знахідки видів морепродуктів, які можна видобути лише у відкритому морі. Ця здатність дозволила їм колонізувати широкі регіони вздовж середземноморського узбережжя. 
При цьому культура кардіальної кераміки не пов'язана з Критом, де у мінойський період також були розвинені мореплавні традиції (дослідники XIX століття припускали такий зв'язок через бутмірську культуру).
Спочатку культура імпресо колонізувала південь Італії - починаючи з Апулії і далі в інші регіони на півдні півострова та в Сицилії. Майже завжди представники культури селилися в печерах. Поступово колонізація охопила Лацій, Тоскану, Сардинію, Корсику та Лігурію; окремі поселення були засновані на узбережжі Провансу.
У V тисячолітті до Р. Х. культура імпресо поширилася на південний схід Франції та схід Іспанії. 
За рідкісними винятками, археологічні дані говорять швидше про процес культурної адаптації місцевого населення (пост-тарденуазських культур — кастельновської , рукодурської тощо), аніж про масову міграцію з Адріатики. 
Далеко від прибережних земель ця культура поширилася на північ вздовж долини Рони (традиція Ла-Огет ) і захід річці Ебро. 
Просування її далі на захід було чимось обмежене, хоча вона зіграла роль (зазвичай повільному) розвитку перших неолітичних культур Атлантичного регіону. Довгі кургани та інші мегалітичні пам'ятники на північному заході Європи часто містять залишки кераміки та інші артефакти цієї культури.
У цей період культура колонізувала Північну Італію, куди вона прийшла суходолом з Балкан. Просування культури імпресо на територію північної Греції виявилося безуспішним.
Як зазначає О. Л. Монгайт, у ряді місць Франції культура Шассе-Лагоцца співіснує з культурою кардіальної кераміки, в інших місцях шассейські шари лежать вище за шари з кардіальною керамікою 
.
Коли експансія закінчилася, почався локальний розвиток місцевих середземноморських культур. 
Західні нащадки цієї культури позначаються як «епікардіальна кераміка», тоді як на півночі Італії ця культура дала початок культурі посудин з квадратним горлом (майбутнім лігурам), а на адріатичних Балканах — трьом спорідненим культурам: хварській, лисицькій та бутмірській. 
Не виключається зв'язок із культурою Хаманджія
.

## Нащадки культури імпресо в історичний період
На думку відомих лінгвістів XIX століття - Анрі д'Арбуа де Жюбенвіля, Ю. Покорного та П. Кречмера, ймовірними нащадками культури кардіальної кераміки в історичний період є ібери в Іспанії та лігури в Італії (обидва народи були пізніше асимільовані римлянами). 
Про це, на їхню думку, свідчить топоніми з характерними суфіксами, що виділяються в топоніміку Лігурії, півдня Франції та східного узбережжя Іспанії.
Гіпотеза про спорідненість басків з іберами, що пропонують деякі сучасні лінгвісти 
, 
також дозволяє пов'язати і басків з культурою кардіальної кераміки (через Артенацьку культуру — з традицією Ла-Огетт на півдні Франції).